# Vicente Díaz (cantante)
Vicente Díaz González (13 de diciembre de 1948, Soto del Barco), es un cantante asturiano. Es uno de los más populares intérpretes de Asturias gracias a sus composiciones sencillas y populares. Fue candidato a la Mejor Canción en Asturiano de los premios de la Academia de la Música en 2005 por La Pola de Siero, que compuso Pepín Robles.

## Biografía
Vicente Díaz nació en 1948 en Los Veneros (Riberas), en el concejo de Soto del Barco, pero vive desde joven en Avilés, ciudad en la que comenzó a trabajar como chapista. Su vocación musical despuntó pronto, de niño. Sus allegados le animaron a presentarse a varios concursos de canción asturiana, consiguiendo 17 premios en tres años. 
Considerado entonces el heredero natural de El Presi, Vicente Díaz desarrolló un estilo propio, con canciones populares de temática asturiana y festiva con arreglos de estilo 'pop' que le propiciaron una amplia popularidad en Asturias y entre la emigración asturiana, especialmente en América. Tiene publicados una veintena de discos desde 1976, y es uno de los músicos habituales en las fiestas asturianas con decenas de conciertos cada año.

## Discografía
- Vicente Díaz (1976)
- Vicente Díaz (1977)
- Fiesta en la aldea (1981)
- Orbayu (1982)
- Retazos (1983)
- Sus mejores canciones, (1985)
- Pleamar (1985)
- ¡Ay! Guapina (1986)
- Campanines (1987)
- Cantábrico (1988)
- Nalón, (1989)
- Fechu N'Asturies (1991)
- Asturias de mi querer (1992)
- Manolín (1993)
- Restallu (1995)
- Paraíso Natural (1997)
- Grandes Éxitos,(1999)
- Homenaje a El Presi (2001)
- Contra viento y marea (2003)
- Aires del Norte (2005)
- Villancicos d'Asturies (2006)
- Montes Cantábricos (2009)
- Voy Pa Nembra (feat. Orquesta Dominó) (2022)